# Your Blood
"Your Blood" é uma canção gravada pela cantora e compositora norueguesa Aurora para seu quinto álbum de estúdio, What Happened to the Heart? (2024). Ela a compôs e produziu em parceria com Chris Greatti. Foi lançada pela Decca Records e Universal Music Group em 8 de novembro de 2023 como o primeiro single do álbum.
A canção marcou o primeiro lançamento solo de Aurora em quase dois anos, desde seu álbum anterior, The Gods We Can Touch, de 2022. Uma faixa indie pop com instrumentais com sintetizadores, "Your Blood" foi comparada por críticos musicais às obras da banda de rock sueca Cardigans.

## Desenvolvimento
Aurora revelou a canção em 27 de outubro de 2023, ao compartilhar, em sua conta oficial do X (antigo Twitter), um vídeo e um link para pré-salvar a música, com a legenda "08.11". Em 31 de outubro, ela compartilhou um vídeo e um clipe de áudio com um emoji de uma gota de sangue.  No dia seguinte, ela anunciou oficialmente o lançamento de "Your Blood", junto com sua capa. Ela também confirmou uma série de datas de shows na Noruega. Ela disse em uma declaração: "Olá, meus queridos. Tenho me sentido um pouco dividida sobre lançar novas músicas, quando há tanta dor no mundo. Mas com o tempo, decidi que talvez não haja melhor momento para dar a vocês uma pequena canção... do que agora". Aurora se referiu à crise humanitária de Gaza como resultado da Guerra Israel-Hamas.

## Composição
"You Blood" foi co-escrita e co-produzida por Aurora e Chris Greatti em Los Angeles, e mixada por Mitch McCarthy. É uma faixa indie pop alimentada por sintetizadores e guitarras, e encontra a cantora "baixando a guarda em uma ode à alma humana, celebrando sua vulnerabilidade, emoções e falhas". Discutindo o anúncio da canção, ela declarou:
"O mundo está sempre sangrando. E você nunca sabe o que se passa sob a pele das pessoas. Acho que é só quando nos aproximamos uns dos outros que entendemos a compaixão e a beleza de que somos capazes como seres humanos. Mesmo que não consigamos entender o que as pessoas estão passando, ainda assim devemos tentar. Se não conseguirmos, quanto vale uma vida? Às vezes, lidar com a dor, a sua própria, ou a dor do mundo dói tanto que parece morrer. Mas, na verdade, acredito que é então que nascemos. Seu sangue. Meu sangue. Nosso sangue".

## Recepção da crítica
Ao incluir a canção em sua lista de Queer Jams da Semana, "Your Blood" foi descrita pela Billboard como uma "banger pop verdadeiramente inegável". Em análises do álbum What Happened to the Heart?, vários críticos encontraram semelhanças entre "Your Blood" e as obras da banda de rock sueca Cardigans. Para o Stereoboard, Will Marshall afirmou que a síncope de seus instrumentos de apoio "eleva a canção".

## Histórico de lançamento
| Região | Data                  | Formato                    | Gravadora(s) | Ref.   |
| ------ | --------------------- | -------------------------- | ------------ | ------ |
| Várias | 8 de novembro de 2023 | Download digital streaming | Decca        | [ 10 ] |
| Itália | 8 de novembro de 2023 | Rádio airplay              | Universal    | [ 11 ] |